# Bradypodion caffer
Espèce
Synonymes
- Chamaeleon caffer Boettger, 1889
- Bradypodion caffrum (Boettger, 1889)

Statut de conservation UICN

 EN B1ab(i,iii,iv) : En danger
Statut CITES
Bradypodion caffer est une espèce de sauriens de la famille des Chamaeleonidae.

## Répartition
Cette espèce est endémique du Cap-Oriental en Afrique du Sud.

## Publication originale
- Boettger, 1889 : Herpetologische Miscellen. I Epirus, II Corfu, III Kamerun, IV Gross-Namaland, V Transvaal, VI. Pondoland, VII Madagascar, VIII Madras, IX Java, X Nias, XI Nordwest-Peru. Bericht über die Senckenbergische Naturforschende Gesellschaft in Frankfurt am Main, vol. 1889, p. 267-316 (texte intégral).